# Gez-ez-Angles
Gez-ez-Angles (okzitanisch Gès eths Angles) ist eine französische Gemeinde mit 23 Einwohnern (Stand 1. Januar 2022) im Département Hautes-Pyrénées in der Region Okzitanien (vor 2016: Midi-Pyrénées). Sie gehört zum Arrondissement Argelès-Gazost und zum Kanton Lourdes-2.
Die Einwohner werden Gézois und Gézois genannt.

## Geographie
Gez-ez-Angles liegt in den Pyrenäen, circa sechs Kilometer östlich von Lourdes in der historischen Grafschaft Bigorre. Der 713 m hohe Aubuchous ist die höchste Erhebung in der Gemeinde.
Umgeben wird Gez-ez-Angles von den fünf Nachbargemeinden:
| Arcizac-ez-Angles | Escoubès-Pouts                              |                    |
|                   | Kompassrose, die auf Nachbargemeinden zeigt | Arrayou-Lahitte    |
| Les Angles        |                                             | Arrodets-ez-Angles |

## Einwohnerentwicklung
Nach Beginn der Aufzeichnungen stieg die Einwohnerzahl in der ersten Hälfte des 19. Jahrhunderts auf einen Höchststand von 150. In der Folgezeit sank die Größe der Gemeinde bei kurzen Erholungsphasen bis zu Beginn des 21. Jahrhunderts auf rund 20 Einwohner, bevor eine Phase mit moderatem Wachstum einsetzte.
| Jahr      | 1962 | 1968 | 1975 | 1982 | 1990 | 1999 | 2006 | 2011 | 2022 |
| --------- | ---- | ---- | ---- | ---- | ---- | ---- | ---- | ---- | ---- |
| Einwohner | 34   | 25   | 22   | 26   | 23   | 22   | 21   | 25   | 23   |

## Sehenswürdigkeiten

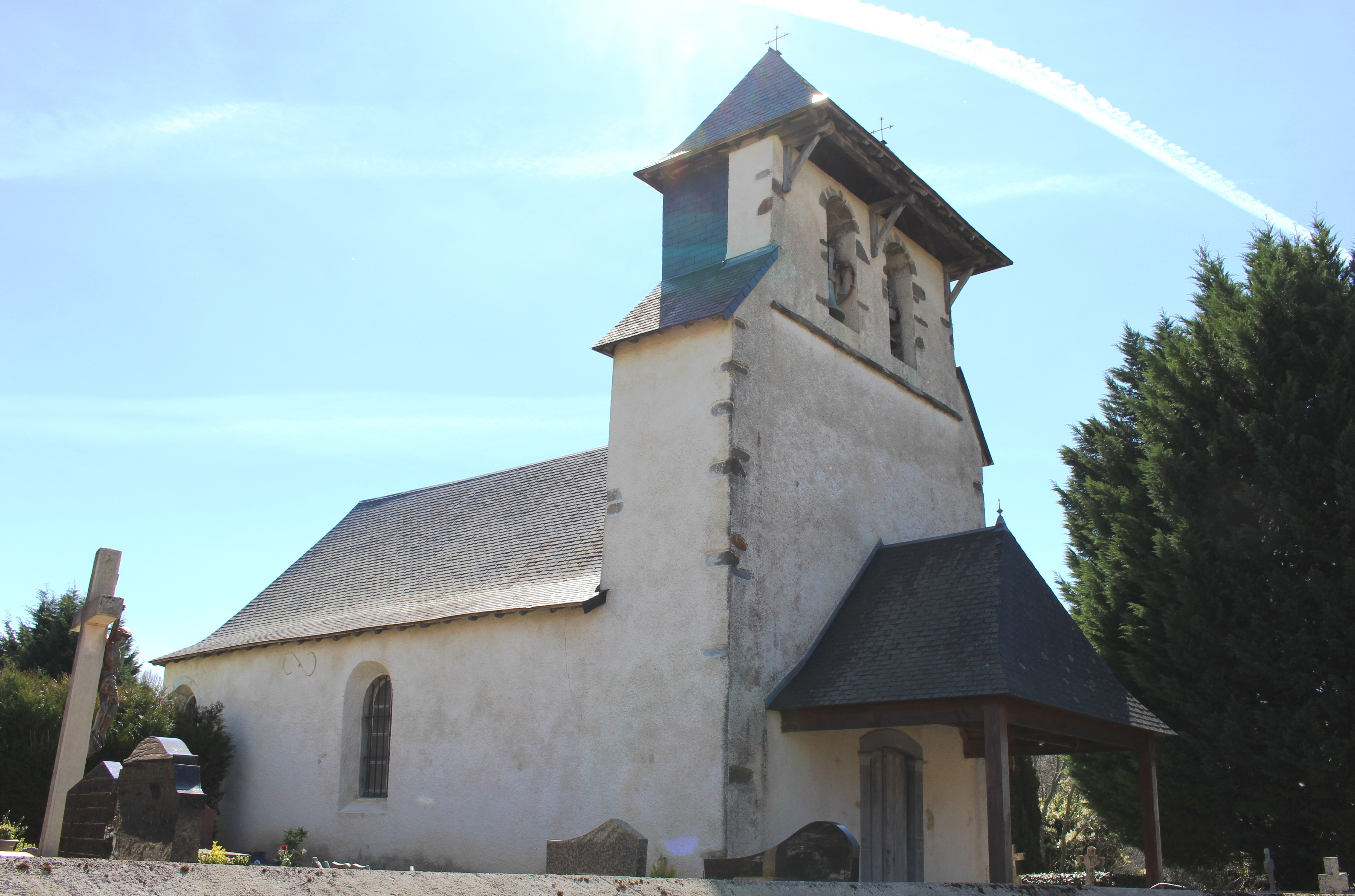
Pfarrkirche Saint-Louis

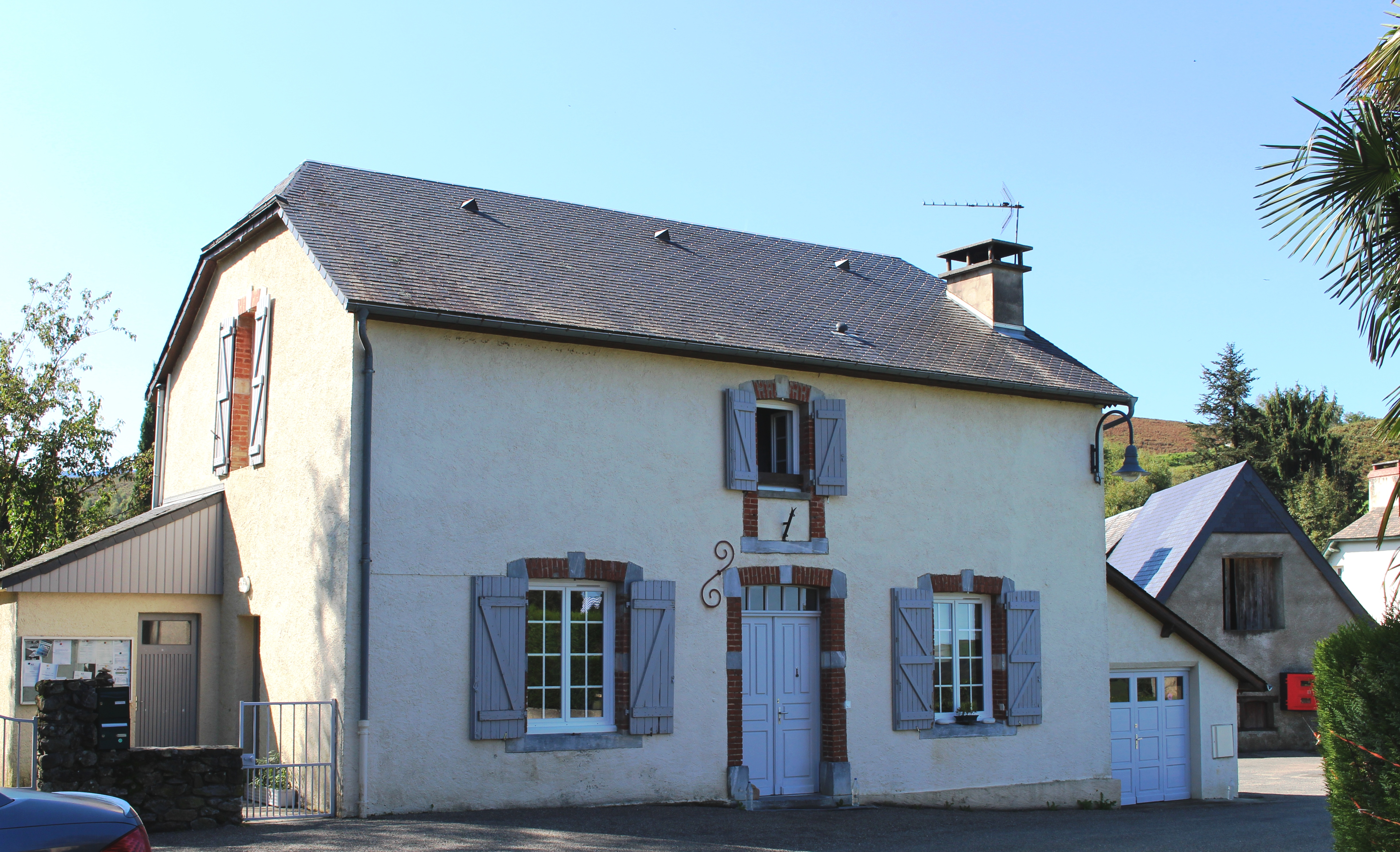
Rathaus (mairie)

- Pfarrkirche Saint-Louis

## Wirtschaft und Infrastruktur
Gez-ez-Angles liegt in den Zonen AOC der Schweinerasse Porc noir de Bigorre und des Schinkens Jambon noir de Bigorre.

### Verkehr
Gez-ez-Angles ist über die Routes départementales 98 und 307 erreichbar.